# Alfonso Arena
Alfonso Arena (Canicattì, 3 agosto 1882 – Lussemburgo, 30 aprile 1929) è stato un ufficiale italiano.

## Biografia
Compi i suoi studi a Catania sino al 1905 e nel 1909 risultò tra i primi in un concorso per Ufficiali d'Ordine nella Regia Questura e venne destinato a Milano. Dopo alcuni anni, venne trasferito a Roma presso il Ministero dell'Interno in un primo tempo e successivamente al Ministero degli Esteri. Con l'entrata in guerra dell'Italia nel primo conflitto mondiale nel 1915 chiese ma non ottenne di essere inviato al fronte.
Alla fine della guerra aderì al nascente fascismo e continuò a servire lo stato ed i cittadini nell'esercizio della sua attività di funzionario pubblico, infatti nel 1927 vinse un concorso per cancelliere di ambasciata ottenendo la nomina, nel marzo 1928, a cancelliere dell'ambasciata italiana in Lussemburgo.

### L'assassinio
Fu assassinato a colpi di pistola il 30 aprile 1929, alle ore 13, mentre rientrava nella sua abitazione in Lussemburgo da un connazionale, Gino D'Ascanio, residente a sua volta dal novembre 1928 in Lussemburgo. Secondo alcuni articoli della stampa estera del periodo il motivo della sua uccisione avrebbe potuto essere il mancato rilascio di un documento da parte dell'ambasciata verso D'ascanio.
Il suo assassino era un operaio anarchico, originario di Carrara, che nel volgere di pochi anni era stato espulso da Francia, Belgio, Paesi Bassi a causa delle sue convinzioni politiche, la molla per l'omicidio sarebbe stata l'esasperazione dovuta all'ennesimo rifiuto di ricevere un duplicato dei suoi documenti, essendo gli originali andati persi nel corso delle espulsioni ricevute.
Secondo altre ricostruzioni il movente del suo assassinio fu la volontà di compiere un'azione antifascista ad opera di un anarchico, contro una persona che rappresentava il governo di Mussolini.
Il movente della sua uccisione ad opera di avversari politici del regime venne conclamato dal regime fascista ed amplificato a scopo propagandistico. Alla sua vedova, in aggiunta alla pensione regolare venne assegnata una pensione straordinaria di dodicimila lire annue, altre concessioni straordinarie vennero assegnate al figlio Sergio, queste assegnazioni straordinarie furono riesaminate e riviste dal Governo Bonomi per una loro revoca.
Il governo lussemburghese, a seguito dell'assassino espulse dal paese un centinaio di italiani fra antifascisti e anarchici ivi rifugiatisi la cui presenza diventava ingombrante per la loro azione di proselitismo politico.

## Il monumento contestato
Il regime ritenne di onorare la memoria di Alfonso Arena mediante l'erezione di un mezzo busto. Nel 1944, dopo l'occupazione di Canicatti da parte degli americani avvenuta il 12 luglio 1943, gli amministratori comunali del tempo ritennero opportuno togliere il mezzo busto raffigurante un diplomatico fascista.
Solo di recente il mezzo busto è tornato ad essere esposto.